# Jonathan Stuart
Pour les articles homonymes, voir Stuart.
Pas d'image ? Cliquez ici

a Compétitions nationales et continentales officielles uniquement.

b Matchs officiels uniquement.
Dernière mise à jour le 27 février 2024.
Jonathan Stuart, né le 19 décembre 1975 à Burnley Angleterre, est un joueur de rugby à XV écossais qui évolue au poste de centre.

## Palmarès

### En club
- Finaliste des phases finales de Pro D2 : 2007

### En équipe nationale
- Équipe d'Écosse A